# Rezerwat przyrody Tomkowo
Rezerwat przyrody Tomkowo – leśny rezerwat przyrody w gminie Wąpielsk, w powiecie rypińskim, w województwie kujawsko-pomorskim.
Położony jest na terenie wsi Tomkowo, na gruntach Skarbu Państwa zarządzanych przez Nadleśnictwo Golub-Dobrzyń. Został powołany Zarządzeniem Ministra Leśnictwa i Przemysłu Drzewnego z 3 maja 1965 roku (M.P. z 1965 r. nr 24, poz. 120).

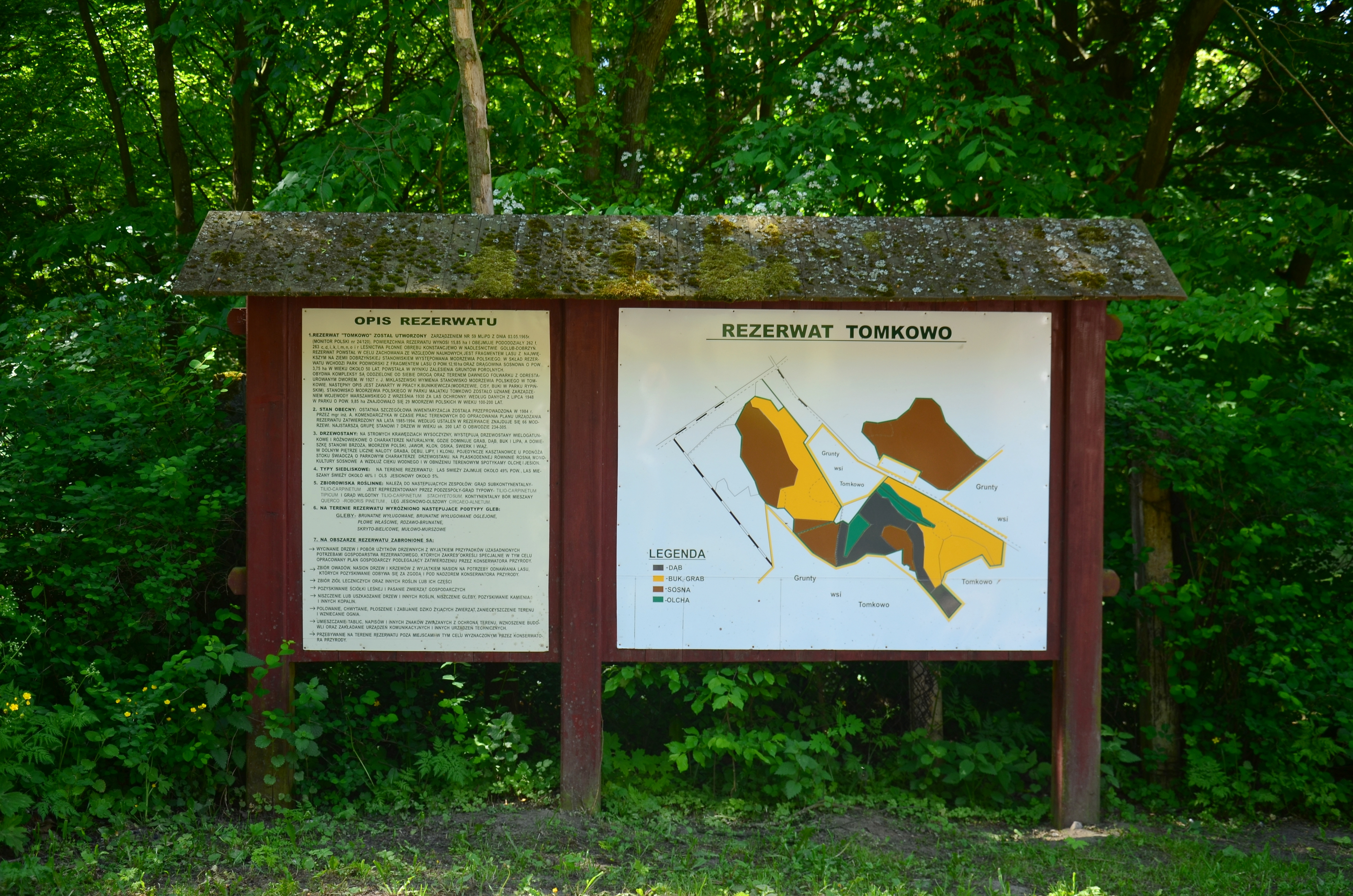
Tablica informacyjna z planem rezerwatu

Pierwotnie zajmował powierzchnię 14,98 ha; obecnie wynosi ona 15,85 ha, na co składają się: park podworski z fragmentem lasu o powierzchni 12,10 ha oraz las sosnowy o powierzchni 3,75 ha powstały w wyniku zalesień gruntów porolnych. Te dwa kompleksy są od siebie oddzielone drogą oraz terenem dawnego folwarku z odrestaurowanym dworem.
Według aktu powołującego, rezerwat utworzono w celu zachowania ze względów naukowych i dydaktycznych fragmentu lasu z domieszką modrzewia polskiego. Modrzew polski, osiągający tu wiek ponad 150 lat, rośnie tu na stanowisku wysuniętym skrajnie na północ, poza granicą naturalnego zasięgu. Z czasem zmieniono cel ochrony rezerwatu, za który uznano utrzymanie mozaiki lasów grądowych, łęgowych oraz olsów wraz z zachodzącymi w nich procesami ekologicznymi.
Ochronie czynnej podlega cały obszar rezerwatu. Zagrożeniem jest rozprzestrzenianie się w poszyciu czeremchy amerykańskiej.